# Ficus izabalana
Ficus izabalana är en mullbärsväxtart som beskrevs av Cyrus Longworth Lundell. Ficus izabalana ingår i släktet fikonsläktet, och familjen mullbärsväxter. Inga underarter finns listade i Catalogue of Life.